# Шатијон (Горња Сена)
Шатијон (фр. Châtillon) је насељено место у Француској у региону Париски регион, у департману Горња Сена.
По подацима из 2011. године у општини је живело 33.405 становника, а густина насељености је износила 11440,07 становника/km².

## Демографија
| 1962.  | 1968.  | 1975.  | 1982.  | 1990.  | 2011.  |
| ------ | ------ | ------ | ------ | ------ | ------ |
| 20.934 | 24.640 | 26.574 | 24.834 | 26.411 | 33.405 |

## Партнерски градови
- Мерзебург
- Ђенцано ди Рома
- Aywaille